# Dzoncauich
Dzoncauich es una localidad del estado de Yucatán, México, cabecera del municipio homónimo, ubicada aproximadamente 70 kilómetros al este de la ciudad de Mérida, capital del estado y 8 km al sureste de la villa de Temax.

## Toponimia
El toponímico Dzoncauich significa en idioma maya el lugar del cenote de Cauich, por derivarse de los vocablos Dzon (ts'on), apócope de ts'ono'ot, cenote y Cauich, un patronímico maya.

## Datos históricos
Dzoncauich está enclavado en el territorio que fue la jurisdicción de los Ah Kin Chel antes de la conquista de Yucatán.
Sobre la fundación de la localidad no se conocen datos precisos antes de la conquista de Yucatán por los españoles. Se sabe, sin embargo, que durante la colonia estuvo bajo el régimen de las encomiendas, conociéndose la de Alonso Julián, en el año de 1549, y la de Francisco Dorado e Ignacio Barbosa Briceño en 1689. 
En 1905 perteneció al Partido de Temax con categoría de pueblo y en 1918 se erigió en cabecera del municipio libre homónimo. 

## Sitios de interés turístico
En Dzoncauich se encuentra un templo en el que se venera a San Juan Bautista, construido en el siglo XVII que es un ejemplo clásico de las construcciones religiosas de la época colonial.

## Galería

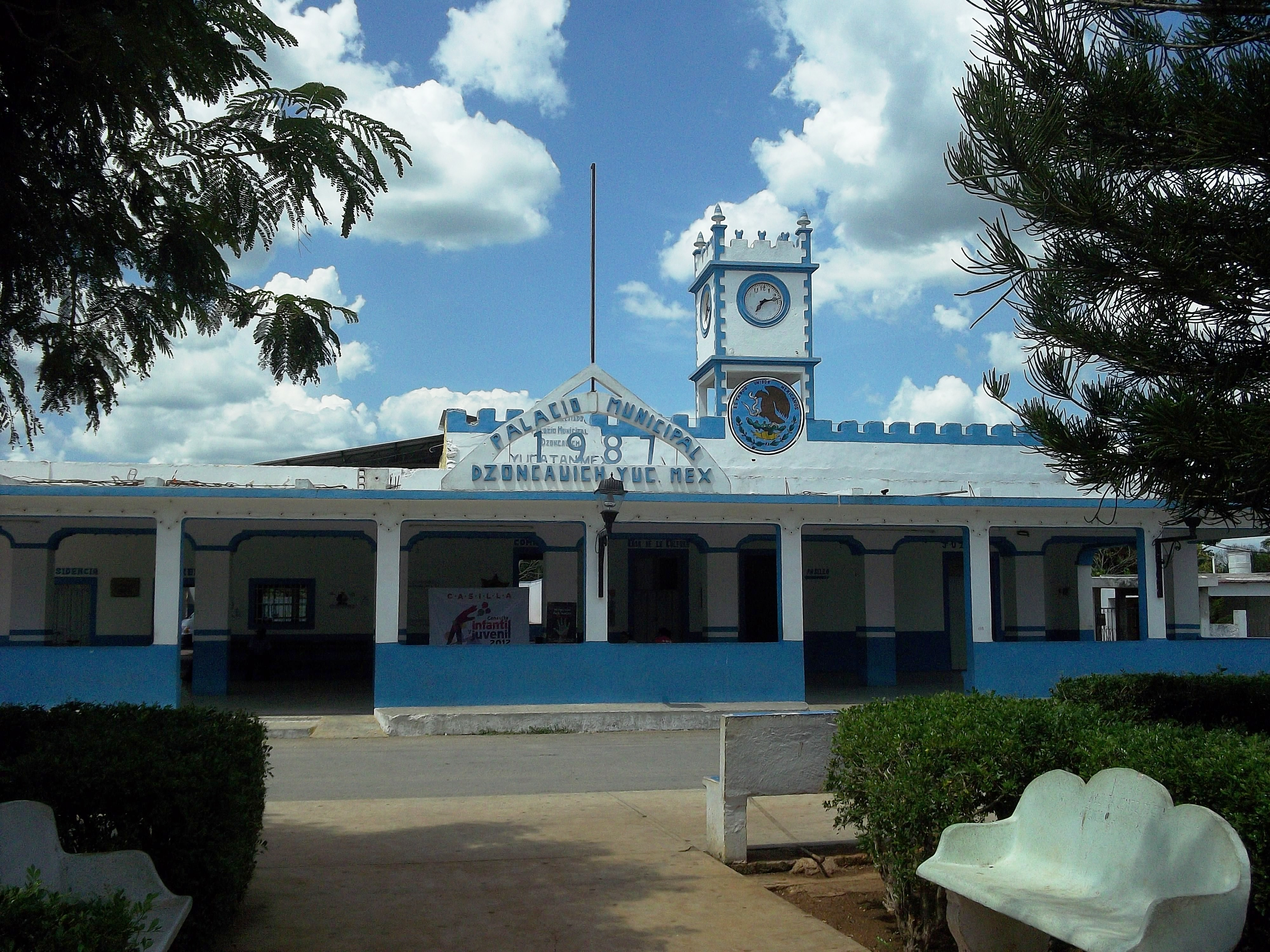
Palacio municipal de Dzoncauich.
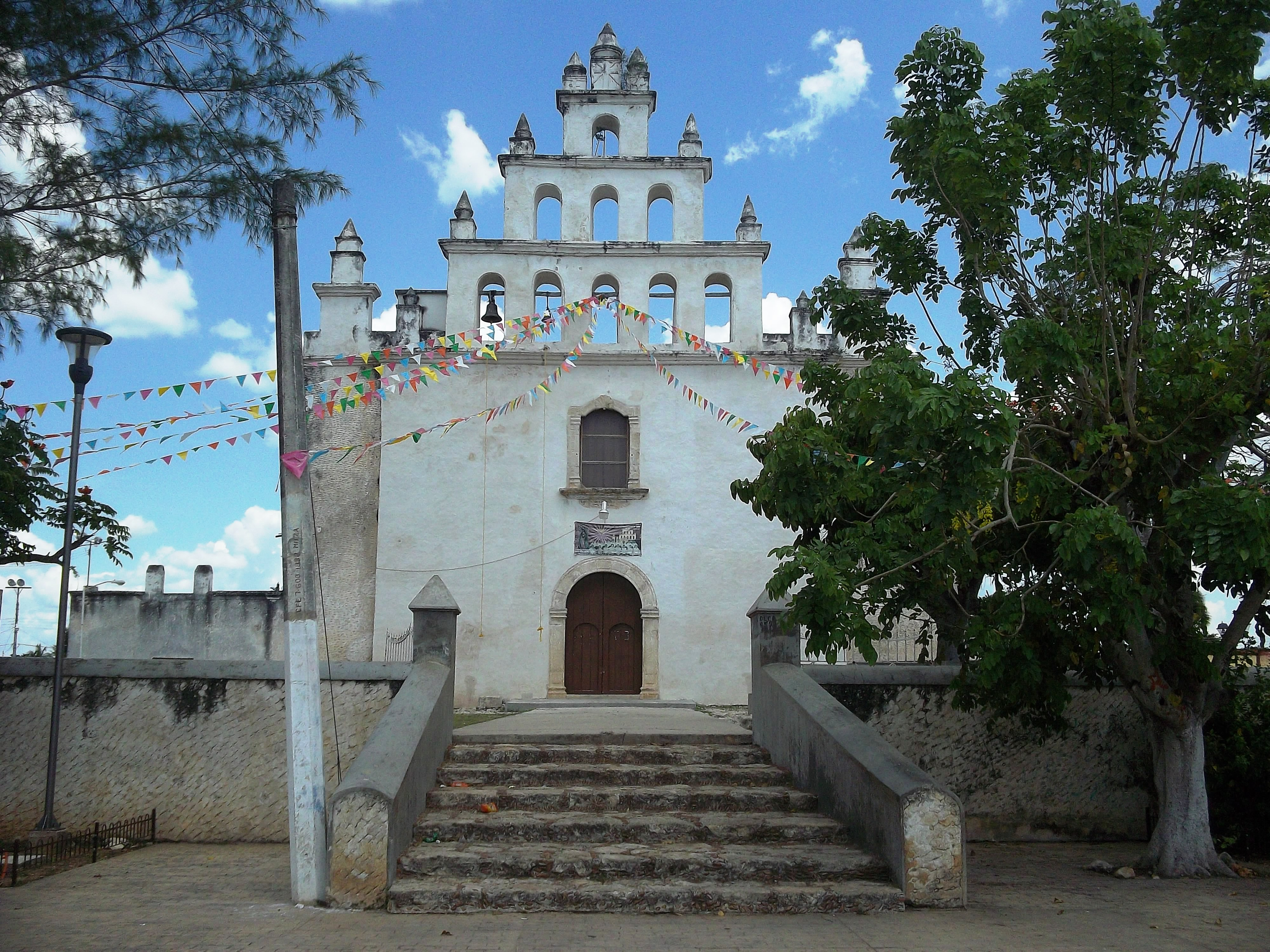
Iglesia principal de Dzoncauich.